# Beneath the Encasing of Ashes
Beneath the Encasing of Ashes – debiutancki album grupy As I Lay Dying.
Cały album został wydany ponownie w formie reedycji, jako A Long March: The First Recordings w 2006.

## Lista utworów
1. "Beneath the Encasing of Ashes" - 3:03
2. "Torn Within" - 1:46
3. "Forced to Die" - 2:43
4. "A Breath in the Eyes of Eternity" - 2:58
5. "Blood Turned to Tears" - 1:38
6. "The Voices That Betray Me" - 2:58
7. "When This World Fades" - 2:32
8. "A Long March" - 1:56
9. "Surrounded" - 0:50
10. "Refined by Your Embrace" - 1:44
11. "The Innocence Spilled" - 3:36
12. "Behind Me Lies Another Fallen Soldier" - 4:13

## Twórcy[1]

### Członkowie zespołu
- Tim Lambesis – śpiew, producent muzyczny
- Jordan Mancino – perkusja
- Evan White – gitara elektryczna
- Noah Chase – gitara basowa

### Inni
- Johnny Utah - gościnnie śpiew
- Ross Hogarth, Dan Certa, Evan White - producent muzyczny
- Nolan Brett - mastering
- Brian Cobbel, Eric Shirey - producenci wykonawczy
- Jeff Forest - inżynier dźwięku
- Darren Paul - projekt, pomysł okladki